# Soledad (imię)
Soledad – żeńskie imię hiszpańskie oznaczające Samotność. 

## Znane osoby noszące to imię
- Soledad Alvear - chilijska polityk
- Soledad Pastorutti - piosenkarka argentyńska